# Jau-Dignac-et-Loirac
Jau-Dignac-et-Loirac è un comune francese di 1 049 abitanti situato nel dipartimento della Gironda nella regione della Nuova Aquitania.

## Società

### Evoluzione demografica
Abitanti censiti